# イマジナリー・デイ
『イマジナリー・デイ』（Imaginary Day）は、1997年に発表されたパット・メセニー・グループのアルバムおよびそのタイトルトラック。ワーナー・ブラザース・レコードに移籍後の第1弾アルバム。『ビルボード』誌のコンテンポラリー・ジャズ・アルバム・チャートで1位を獲得した。
1997年にグラミー賞ベスト・コンテンポラリー・ジャズ・アルバム賞を受賞。収録曲の「ルーツ・オブ・コインシデンス」はベスト・ロック・インストルメンタル・パフォーマンス賞を受賞。
このアルバムはワールドミュージックに傾倒したものであり、様々な国の影響が見られる。冒頭のトラックは東洋的なサウンドのタイトル・トラックに始まり、ケルト音楽を髣髴させる「アウェイクニング」に終わる。「イントゥ・ザ・ドリーム」には、ピカソ・ギターが使われており、グラミー賞を受賞した「ルーツ・オブ・コインシデンス」はインダストリアル・ロックの様な曲作りである。
CD及びCDトレイに描かれているアイコンはアルファベットを換字式暗号化したものが書かれており、表ジャケ絵には、"PAT METHENY GROUP IMAGINARY DAY"と書かれている。

## トラック・リスト
| 全作曲: パット・メセニー *印は、パット・メセニー、ライル・メイズ作曲。 |                                                                           |      |                                                                |                                                        |       |
| #                                                                      | タイトル                                                                  | 作詞 | 作曲・編曲                                                     | 注釈                                                   | 時間  |
| 1.                                                                     | 「イマジナリー・デイ - "Imaginary Day" *」                                |      | パット・メセニー *印は、パット・メセニー、 ライル・メイズ 作曲 |                                                        | 10:11 |
| 2.                                                                     | 「フォロー・ミー - "Follow Me" *」                                        |      | パット・メセニー *印は、パット・メセニー、 ライル・メイズ 作曲 |                                                        | 5:56  |
| 3.                                                                     | 「イントゥ・ザ・ドリーム - "Into the Dream"」                             |      | パット・メセニー *印は、パット・メセニー、 ライル・メイズ 作曲 |                                                        | 2:27  |
| 4.                                                                     | 「ストーリー・ウィズイン・ザ・ストーリー - "A Story within the Story" *」 |      | パット・メセニー *印は、パット・メセニー、 ライル・メイズ 作曲 |                                                        | 8:01  |
| 5.                                                                     | 「ヒート・オブ・ザ・デイ - "The Heat of the Day" *」                      |      | パット・メセニー *印は、パット・メセニー、 ライル・メイズ 作曲 | Contains a hidden segue into "Across The Sky".         | 9:44  |
| 6.                                                                     | 「アクロス・ザ・スカイ - "Across The Sky" *」                             |      | パット・メセニー *印は、パット・メセニー、 ライル・メイズ 作曲 | Contains a hidden intro to "The Roots of Coincidence". | 5:13  |
| 7.                                                                     | 「ルーツ・オブ・コインシデンス - "The Roots of Coincidence" *」           |      | パット・メセニー *印は、パット・メセニー、 ライル・メイズ 作曲 |                                                        | 7:48  |
| 8.                                                                     | 「トゥー・スーン・トゥモロウ - "Too Soon Tomorrow"」                      |      | パット・メセニー *印は、パット・メセニー、 ライル・メイズ 作曲 |                                                        | 5:45  |
| 9.                                                                     | 「アウェイクニング - "The Awakening" *」                                  |      | パット・メセニー *印は、パット・メセニー、 ライル・メイズ 作曲 |                                                        | 9:28  |

## 参加ミュージシャン
- パット・メセニー (Pat Metheny) - ギター、ギターシンセサイザー、ピカソ・ギター
- ライル・メイズ (Lyle Mays) - ピアノ、キーボード
- スティーヴ・ロドビー (Steve Rodby) - アコースティック・ベース、エレクトリック・ベース
- ポール・ワーティコ (Paul Wertico) - ドラムス
- デヴィッド・ブラマイヤーズ (David Blamires) - ボーカル、ギター、トランペット、ヴァイオリン、メロフォン、リコーダー
- マーク・レッドフォード (Mark Ledford) - ボーカル、フリューゲルホーン、トランペット
- デイヴ・サミュエルズ (Dave Samuels) - パーカッション
- グレン・ヴェレス (Glen Velez) - パーカッション
- ドン・アライアス (Don Alias) - パーカッション
- ミノ・シネル (Mino Cinelu) - パーカッション